# Никифоровка (Кировоградская область)
Никифоровка (укр. Никифорівка) — село в Гуровской сельской общине Кропивницкого района Кировоградской области Украины.
До 2020 года входило в Долинский район
Население по переписи 2001 года составляло 71 человек. Почтовый индекс — 28513. Телефонный код — 5234. Занимает площадь 0,45 км². Код КОАТУУ — 3521983005.